# Maria Elżbieta Saska
Maria Elisabeth (ur. 22 listopada 1610 w Dreźnie, zm. 24 października 1684 w Husum) – księżniczka Saksonii, poprzez małżeństwo księżna Holsztynu-Gottorp, mecenas sztuki. Pochodziła z rodu Wettynów.
Urodziła się jako druga córka księcia-elektora Saksonii Jana Jerzego I i jego drugiej żony księżnej Magdaleny Sybilli.
21 lutego 1630 w Dreźnie poślubiła księcia Holsztynu-Gottorp Fryderyka III. Para miała szesnaścioro dzieci:
- księżniczkę Zofię Augustę (1630-1680)
- księżniczkę Magdalenę Sybillę (1631-1719)
- księcia Jana Adolfa (1632-1633)
- księżniczkę Marię Elżbietę (1634-1665)
- księcia Fryderyka (1635-1654)
- księżniczkę Jadwigę Eleonorę (1636-1715)
- księcia Adolfa Augusta (1637-1637)
- księcia Jana Jerzego (1638-1655)
- księżniczkę Annę Dorotę (1640-1713)
- Chrystiana Albrechta (1641-1695), kolejnego księcia Holsztynu-Gottorp
- księcia Gustawa Ulryka (1642-1642)
- księżniczkę Krystynę Sabinę (1643-1644)
- księcia Augusta Fryderyka (1646-1705)
- księcia Adolfa (1647-1647)
- księżniczkę Elżbietę Zofię (1647-1647)
- księżniczkę Augustę Marię (1649-1728)